# Cryptolabis laticostata
Cryptolabis laticostata är en tvåvingeart som beskrevs av Alexander 1940. Cryptolabis laticostata ingår i släktet Cryptolabis och familjen småharkrankar.
Artens utbredningsområde är Ecuador. Inga underarter finns listade i Catalogue of Life.